# Ben English
Ben English, nome artístico de Derek Hay, é um ator pornográfico da Inglaterra. Ele também é fundador e dono da agência de taletons adultos LA Direct Models. Hay chegou a parar de atuar no final dos anos 2000, depois de ter aparecido em quase 800 filmes.
Antes de fundar a LA Direct Models em 2000, Hay trabalhou como produtor de shows em Londres, trabalhando em apresentações de bandas como os Rolling Stones.

## Prêmios
- XRCO Award  2004– Best New Stud[4]
- AVN Award 2004– Best Male Newcomer[5]
- AVN Award 2009– Best Supporting Actor – Pirates II: Stagnetti's Revenge[6]